# Devlin
Devlin, o motoqueiro (Devlin (em inglês) é um desenho produzido pela Hanna-Barbera. Estreou em 1974 graças à popularidade enorme de Evel Knievel, um motociclista que fazia shows e tinha seu circo.

## Personagens
- Ernie Devlin
- Todd Devlin: o irmão mecânico, que é também a alma cômica da série
- Sandy Devlin: a irmã caçula
- Hank: o dono do circo onde vivem Ernie Devlin e seus irmãos

## Episódios[1],[2]
nomes originais (em inglês)
1. Victory Over Fear
2. Culto ao herói (Hero Worshipper) - Pete foge de casa para provar que pode ser um motoqueiro famoso com Ernie. Para mostrar que tem coragem, Pete fica parado na estrada onde Ernie está treinando, quase causando um terrível acidente. Este foi o primeiro de uma série de problemas que Pete causou.
3. Salvem esse leão (Save That Lion) - Príncipe é um leão que vive no circo desde quando era um filhote e foi criado por Sandy. Durante um acidente em sua jaula, Príncipe foge causando pânico aos moradores da cidade. O xerife é chamado para recapturar o animal e leva um rifle para a caçada. Ernie também participa da aventura com um rifle tranqüilizante.
4. Todd's Triumph
5. Up, Up and Away
6. The Challenge
7. A escolha de Sandy (Sandy's Choice) - O rico casal tia Marta e tio Fred visitam os sobrinhos e ficam preocupados com a vida que Sandy leva no circo. Fazem a ela então um convite para morar com eles na mansão da família, causando grande tristeza a todos,  mesmo julgando ser o melhor para ela.
8. O ídolo de Sandy (Sandy's Idol) - O Sr. Chatner, prefeito de TurtleRiver, apresenta uma ordem judicial que impede a abertura do circo em sua cidade. Um fã clube de Ernie Devlin solicita uma apresentação sem compromisso apenas para o grupo. Ao final do salto Ernie é preso por ter desobedecido ao prefeito.
9. O Grande Lúcifer (The Big Blast) - Um super-astro, chamado Lúcifer, vem para o circo e Sandy fica maravilhada por ele. Mas seu comportamento cria muitos problemas para o circo, pois não tem respeito pelas pessoas, desobedece às leis e quase causa um grave acidente a Devlin.
10. Inocente ou culpado (Innocent or Guilty) - Após cometer alguns erros no circo, tio Jack é obrigado a se aposentar. Faltando menos de um mês para ir embora, um grande incêndio destrói uma parte da lona e tio Jack foge após perder seu cachimbo, pensando ser o culpado pelo início do fogo.
11. Like Father, Like Son
12. O segredo de Jester (Jester's Secret) - Por muitos anos o palhaço Jester escondeu de sua filha Bess que é um palhaço, fingindo ser o dono do circo. Quando o circo chega à cidade onde ela mora, Jester faz uma acordo com o Hank para fingir que é o dono do circo. Será que vai funcionar?
13. The Stowaway
14. Sandy's Turn
15. Sandy's Decision
16. Dad's Friend

## Dubladores[3]

### Nos Estados Unidos
- Ernie Devlin: Michael Bell
- Todd Devlin: Micky Dolenz (ex-músico da banda The Monkees)
- Sandy Devlin: Michelle Robinson
- Hank: Norman Alden

### No Brasil
- Ernie Devlin: Celso Vasconcelos
- Todd Devlin: Ionei Silva
- Sandy Devlin: Juracyara Diacovo
- Hank: Mário Monjardim

## Outras aparições
- Harvey, o advogado